# Ranspach-le-Haut
Ranspach-le-Haut (Duits: Oberranspach) is een gemeente in het Franse departement Haut-Rhin in de regio Grand Est en telt 414 inwoners (1999). De plaats maakt deel uit van het arrondissement Mulhouse.

## Geografie
De oppervlakte van Ranspach-le-Haut bedraagt 4,4 km², de bevolkingsdichtheid is 94,1 inwoners per km².
De onderstaande kaart toont de ligging van Ranspach-le-Haut met de belangrijkste infrastructuur en aangrenzende gemeenten.

## Demografie
Onderstaande figuur toont het verloop van het inwonertal (bron: INSEE-tellingen).